# You've Got to Pay
You've Got to Pay è un cortometraggio muto del 1913 diretto da William Wolbert il cui nome appare anche tra gli interpreti, accanto a quello di Henry King e di Madeline Pardee. Il film fu l'esordio sullo schermo per l'attore Dave Porter.

## Produzione
Il film fu prodotto dalla Balboa Amusement Producing Company.

## Distribuzione
Distribuito dalla General Film Company, il film - un cortometraggio in una bobina - uscì nelle sale cinematografiche statunitensi il 10 dicembre 1913.